# Lac Crumbaugh
Le lac Crumbaugh (en anglais : Crumbaugh Lake) est un lac américain dans le comté de Shasta, en Californie. Il est situé à 2 200 mètres d'altitude au sein de la Lassen Volcanic Wilderness, dans le parc national volcanique de Lassen.